# High Park (ancienne circonscription fédérale)
Pour les articles homonymes, voir Humber (homonymie).
High Park (aussi connue sous le nom de High Park—Humber Valley) fut une circonscription électorale fédérale de l'Ontario, représentée de 1935 à 1979.
La circonscription de High Park a été créée en 1933 d'une partie de Toronto—High Park. La circonscription fut renommée High Park—Humber Valley en 1972. Abolie en 1976, elle fut redistribuée parmi Davenport, Etobicoke-Centre, Parkdale—High Park et Etobicoke—Lakeshore.

## Géographie
En 1952, la circonscription de High Park comprenait:
- Une partie de la région métropolitaine de Toronto délimitée par Indian Road, Howard Park Avenue, Sunnyside Avenue et par le lac Ontario

## Députés
1. 1935-1945 — Alexander James Anderson, CON
2. 1945-1949 — William Alexander McMaster, PC
3. 1949-1957 — Pat Cameron, PLC
4. 1957-1962 — John Kucherepa, PC
5. 1962-1968 — Pat Cameron, PLC (2)
6. 1968-1972 — Walter Deakon, PLC
7. 1972-1979 — Otto Jelinek, PC

- CON = Parti conservateur du Canada (ancien)
- PC = Parti progressiste-conservateur
- PLC = Parti libéral du Canada